# False Bay, Austràlia Meridional
|  | No s'ha de confondre amb False Bay. |

La False Bay és una badia orientada cap al sud-sud-est a la regió superior del golf de Spencer de l'Austràlia Meridional. Té una amplària d'uns 11-quilometre (6.8 mi) S'estén des de l'acer de Whyalla a l'extrem sud fins a Black Point a l'extrem oriental. Compta amb salines de marea, sorra i salar molt amples i de baix desnivell de fins a 7 quilometres (4.3 mi) ample. Cinc platges de molt baix consum i poc visitades són accessibles al públic. Les dues platges límit són accessibles per vehicles des de la carretera de Port Bonython, mentre que les tres centrals estan envoltades de salines i rierols de marea. Les platges de False Bay no estan patrullades, però es troben entre les menys perilloses de l'estat.

## Ubicació i característiques
False Bay és un lloc preferit dels surfistes per practicar windsurf, i és descrit pels membres del club local com un gran refugi de salt a terra. Les onades són constantment més grans que les que es produeixen a les aigües costaneres d'Adelaida i els vents sovint són forts i els hiverns del nord ofereixen condicions privilegiades. Es navega millor a False Bay des de l'extrem oriental.
Hi ha una prohibició total de capturar cefalòpodes (sèpies, calamars i pops) a les aigües de False Bay. La prohibició es va crear per protegir l'agregació de reproducció anual de Sepia apama que es troba a la zona i als esculls rocosos adjacents a Whyalla i cap a Point Lowly.